# Orzocco Torchitorio Ier de Cagliari
Orzocco Torchitorio Ier de Cagliari (sarde Artzoccu Trogodori) (mort vers 1081) est juge de Cagliari (latin : rex Sardiniae de loco Calaris) de 1058 à sa mort.

## Biographie
Orzocorre ou Orzocco Torchitorio appartient à la première dynastie régnante sur le Judicat celle dite de « Lacon-Gunale ». Il devient Juge lorsque le monachisme occidentale s'introduit en Sardaigne dans le cadre plus vaste de la réforme grégorienne de l'église. Cagliari à cette époque comme les autres Judicats sardes, se trouvaient sous la forte influence de la Papauté et de la république de Pise. Torchitorio est l'un des premiers Juge sur lequel on possède des documents historiques, par lesquels nous apprenons qu'il accroit fortement les donations en faveur de moines bénédictins de Montecassino qui s'implantent sur l'île, apportant avec eux un renouveau religieux ainsi que le progrès économique et technologique, grâce à leurs techniques et connaissances. Entre autres choses, ils interviennent à la demande directe du pape Grégoire VII pour obliger les prêtres de l'archidiocèse de se raser la barbe et de prendre soin de leurs églises jusqu'alors négligées.

## Union et postérité
L'épouse de Torchitorio est une certaine Vera et le couple réussit à mettre fin à la tradition d'alternance entre leurs deux maisons à la succession du Judicat, entre un « Torchitorio de Ugunale » et un « Salusio de Lacon », en réservant sa succession à leur héritier Costantino Ier Salusio II. Vera survit à son époux et ne meurt qu'en 1090. Leurs autres fils se nomment : Pietro, Sergio, Orzocorre, Gonario et Torbeno de Cagliari. Tous meurent vers 1125 sauf Torbeno qui pendant une brève période réussit à usurper le trône sur son frère et qui est encore attesté comme vivant dans un document du 13 février 1130.